# فيليب نيولنسكي
فيليب مايكل دي نيولنسكي (1841 - 1899) Philipp Newlinski صحفي وعميل سياسي نمساوي من أصل بولوني عمل مسئولا عن الإدارة السياسية في السفارة النمساوية في إسطنبول وأصبح صديقا للسلطان عبد الحميد. ترك العمل الدبلوماسي عام 1879 وأقام في باريس كصحفي ثم أسس وكالة أنباء في فيينا وأصدر نشرة «بريد الشرق» اليومية.
في 1896 تواصل معه تيودور هرتزل وأقنعه بمساعدة الحركة الصهيونية في البدء بمقابل مادي لكن فيما بعدما أصبح نيولنسكي مخلصا للحركة الصهيونية. طلب منه هرتزل الترتيب للقاء مع عدد من الزعماء علي رأسهم السلطان عبد الحميد الثاني وفرديناند الأول ملك بلغاريا كما التقي نيولنسكي بملك صربيا وحاول الترويج كسب تعاطف بسمارك والفاتيكان.
لم يحضر نيولنسكي المؤتمر الصهيوني الأول في 1897 بسبب مرضه لكنه كان متواجدا في الثاني. في عام 1899 طلب منه هرتزل التوجه لمقابلة السلطان عبد الحميد الثاني وخلال عودته من إسطنبول وافته المنية.

## نيولنسكي حلقة الوصل بين السلطان وهرتزل
يذكر هرتزل في مذكراته أن نيولنسكي أخبره أن السلطان أرسله للجان الأرمينية في بروكسل ولندن وباريس ليفاوضهم على الخضوع للدولة العثمانية مقابل عدد من الإصلاحات التي طالبت بها الدول الأوروبية ورفضها السلطان سابقا حيث قال نيولنسكي أن أفضل طريقة للتأثير علي السلطان هي مساندته في قضية الأرمن وبالفعل يذكر هرتزل في مذكراته اتصالات أجراها مع زعماء الأرمن في أوروبا من أجل التهدئة والقبول بعرض السلطان عبد الحميد وربما تكون هذه الجهود هي سبب منحه النيشان المجيدي.
قال نيولنسكي لهرتزل أنه قدم تقريرا للسلطان عبد الحميد عن الإصلاحات الواجب تنفيذها لإنقاذ الدولة العثمانية وجاء فيه «خلاص السلطان لا يكون إلا باتفاقه مع حزب تركيا الفتاة لأنه ذو علاقات طيبة مع الأرمن» فقال هرتزل أنه كان يجب أن يضيف مساعدة السلطان لليهود بإعطائهم قطعة الأرض التي يريدونها مقابل تثبيت ماليته والتأثير علي الرأي العام العالمي ليقف بجانبه. طلب هرتزل من نيولنسكي نقل تصور عن المساعدات المالية التي يمكن تقديمها للسلطان وهي عشرين مليون ليرة.
رتب نيولنسكي زيارة هرتزل لإسطنبول في 18 /6/ 1896 وكانت زيارته الأولي لها والتقي في اليوم الأول بابن الصدر الأعظم جاويد بك ودار اللقاء حول ثلاثة أسئلة الأول مصير الأماكن المقدسة فوعده أن تكون خارج حدود الدولة اليهودية لتكون للجميع ولا أحد بالذات ثم سأله عن العلاقة بين الدولة اليهودية وتركيا فقال رغم رغبتي في الاستقلال لكن يمكن الوصول لتبعية صورية حكم كالموجودة في مصر وبلغاريا وكان السؤال الثالث عن نوع الحكم في الدولة اليهودية فقال جمهورية ارستقراطية فاحتج جاويد وقال إياك أن تذكر كلمة جمهورية لدي السلطان لأن الناس في تركيا يخافون منها كالموت
في اليوم الثاني 19 /6/ 1896 قابل الصدر الأعظم خليل رفعت باشا الذي استمع بهدوء ثم قال فلسطين كبيرة في أي جزء منها تفكرون؟ فقال هرتزل إن هذا يعتمد علي ما سنقدمه نحن من منافع
ثم قابل أحد رجال وزارة الخارجية يدعي نوري بك وعرض عليه تحرير تركيا من بعثة حماية الديون وقد اغتبط نوري بك بهذا لكنه سأل عن الأماكن المقدسة؟ فطمأنه هرتزل وقال له «تذكر أننا المشترون الوحيدون لشئ لا قيمة له أبدا ولا يرجي منه نفع لغيرنا ومشترون بأسعار مرتفعة»
ثم قابل أحمد عزت باشا العابد الذي نصحه أن يشتري أي مقاطعة أخري ويقدمها للسلطان كبديل لفلسطين ففكر هرتزل في قبرص
ثم قابل هرتزل صديقه نيولنسكي الذي كان قد التقي بالسطان عبد الحميد وأخبره نيولنسكي بما دار في اللقاء «قال السلطان لي: إذا كان هرتزل صديقك بقدر ما أنت صديقي فانصحه ألا يسير أبدا في هذا الأمر. لا أقدر أن أبيع ولو قدما واحدا من هذه البلاد لأنها ليست لي بل لشعبي. لقد حصل شعبي علي هذه الإمبراطورية بإراقة دمائهم وقد غذوها فيما بعد بدمائهم وسوف نغطيها بدمائنا قبل أن نسمح لأحد باغتصابها مننا. لقد حاربت كتيبتان من جيشنا في سوريا وفلسطين وقتل رجالنا الواحد بعد الآخر في بلفنه لأن أحدا منهم لم يرض بالتسليم وفضلوا أن يموتوا في ساحة القتال. الإمبراطورية التركية ليست لي وإنما للشعب التركي. لا أستطيع أبدا أن أعطي أحدا أي جزء منها. ليحتفظ اليهود ببلايينهم. فإذا قسمت الإمبراطورية فقد يحصل اليهود علي فلسطين بدون مقابل»
ثم سأل السلطان عبد الحميد نيولنسكي: هل اليهود مصممون علي أخذ فلسطين بأي ثمن؟ ألا يمكن أن يعيشوا في أي بلد آخر. فرد نيولنسكي: فلسطين مهدهم إليها يريدون العودة فقال السلطان لكنها مهد الأديان الأخري كذلك فقال نيولنسكي إذا لم يستطع اليهود أخذ فلسطين فسوف يذهبون إلي الأرجنتين. غادر هرتزل تركيا في 28 يونيو 1896 دون أن يقابل السلطان.
في 26 /7/ 1896 بعث هرتزل رسالة إلي صادوق خان قال فيها «أخذ السلطان علما بمشروعي فلسطين لليهود ومع أنه يعارض فكرة البيع عاملني بامتياز من عدة نواح جعلتني أفهم أنه يمكن عقد الصفقة إذا وجدنا الصيغة المناسبة. إنها مسألة حفظ ماء الوجه. قد قدم العرض التالي من حاشية السلطان: يدعو السلطان اليهود بحفاوة للعودة إلي وطنهم التاريخي وليستقروا هناك بحكم ذاتي مستقلين إداريا وتابعين للإمبراطورية التركية ومقابل ذلك يدفعون له ضريبة»
في 25 /8/ 1896 أرسل هرتزل رسالة للسلطان عبد الحميد قال فيها
"ترغب جماعتنا في عرض قرض متدرج من 20 مليون جنيه استرليني يقوم علي الضريبة التي يدفعها اليهود المستعمرون في فلسطين إلي جلالته. تبلغ هذه الضريبة التي تضمنها جماعتنا 100 ألف جنيه استرليني في السنة الأولي وتزداد إلي مليون جنيه استرليني سنويا ويتعلق هذا النمو التدريجي في الضريبة علي هجرة اليهود التدريجية إلي فلسطين. أما سير العمل المفصل فيتم وضعه في اجتماعات شخصية توضع في إسطنبول.
مقابل ذلك يهب جلالته الامتيازات التالية: الهجرة اليهودية إلي فلسطين التي لن تكون فقط غير محددة بل تشجعها الحكومة السلطانية بكل وسيلة ممكنة. يعطي المهاجرون اليهود الاستقلال الذاتي المضمون في القانون الدولي في الدستور والحكومة وإدارة العمل في الأرض التي تقرر لهم (فلسطين كدولة شبه مستقلة)
ويجب أن يقرر في مفاوضات إسطنبول الشكل المفصل الذي ستمارس به حماية السلطان في فلسطين اليهودية وكيف سيحفظ اليهود أنفسهم النظام والقانون بواسطة قوات الأمن الخاصة بهم.
قد يأخذ الإتفاق الشكل التالي: يصدر جلالته دعوة كريمة إلي اليهود للعودة إلي أرض آبائهم. سيكون لهذه الدعوة قوة القانون وستبلغ الدول بها مسبقا "
حينما استلم هرتزل النيشان المجيدي كتب شاكرا للسلطان في 22 /10/ 1896 «حينما يسر جلالتكم أن تقبلوا خدمات اليهود سيسعدهم أن يضعوا قواتهم تحت تصرف ملك عظيم مثلكم»
كان هرتزل يري في ضعف الدولة العثمانية حافزا لها للقبول بالعرض اليهودي وهذا يتضح في عدة مناسبات، حيث ذكر في مذكراته بعد شغب الأرمن في إسطنبول «الوقت مناسب جدا للتفاوض مع السلطان فهو اليوم ضعيف الأمل في الحصول علي المال من أي إنسان»
«جاء من لندن أخبار عن تفكير الدول في خلع السلطان عبد الحميد. إذا تحقق ذلك ماتت الفكرة الصهيونية مدة طويلة من الوقت لأن السلطان الجديد سيجد المال ولن يحتاج لنا»
جاء في خطابه الأول في فيينا في 7 /11/ 1896 «تكلمت بشكل خاص معارضا التدبير الروسي- الفرنسي المقترح للاقتصاد التركي لأنه سيقطع طريقنا إلي فلسطين»
وصف القرض الأوروبي لتركيا في 26 /1/ 1897 بأنه خبر سئ لأن القرض سيعطي الأتراك أربعة ملايين جنيه سيساعدهم هذا المبلغ علي الطفو فوق سطح الماء إلا أن هناك أمرا جيدا في هذا التحول الردئ للأحوال فالتدابير المذكورة تعني زيادة أخري في الدين العام وهو علي وضعه الحالي شوكة في جسم السلطان وأجسام جميع الباشوات. النقود التي يأخذها الأتراك لن تدوم طويلا وسيعود الإستجداء إلي سابق عهده "
'